# 어나더 에덴 시공을 넘는 고양이
어나더 에덴 시공을 넘는 고양이(Another Eden: The Cat Beyond Time and Space, 일본어: アナザーエデン 時空を超える猫)는 라이트 플라이어스 스튜디어가 개발하고 배급한 부분 유료화 롤플레잉 비디오 게임이다. 이 게임은 작사가 가토 마사토, 작곡가 미쓰다 야스노리의 협업을 통한 작품으로, 이 둘은 모두 제노기어스와 크로노 시리즈의 롤플레잉 게임의 작업을 한 적이 있다. 어나더 에덴은 시간 여행 요소를 포함하고 있으며 여기서 플레이어는 각기 다른 시점에서 탐험을 하게 된다. 2017년 4월 안드로이드와 iOS용으로 2017년 4월 일본에서 출시되었으며 2019년에 전 세계에 출시되었다. 마이크로소프트 윈도우와 닌텐도 스위치용 이식판은 현재 개발 중이다.

## 평가
| 평가                                          |        |
| --------------------------------------------- | ------ |
| 통합 점수 통합사 점수 메타크리틱 88/100 [ 1 ] |        |
| 통합 점수                                     |        |
| 통합사                                        | 점수   |
| 메타크리틱                                    | 88/100 |